# Limonia habra
Limonia habra är en tvåvingeart som beskrevs av Alexander 1972. Limonia habra ingår i släktet Limonia och familjen småharkrankar. Inga underarter finns listade i Catalogue of Life.